# Igor Soroka
Igor Soroka (Cherkessk, 27 de mayo de 1991) es un jugador de balonmano ruso que juega de extremo izquierdo en el CSKA Moscú. Es internacional con la selección de balonmano de Rusia.
Su primer gran campeonato con la selección fue el Campeonato Europeo de Balonmano Masculino de 2016.

## Palmarés

### Motor Zaporiyia
- Liga de Ucrania de balonmano (4): 2017, 2018, 2019, 2020

## Clubes
| Club             | País    | Año         |
| ---------------- | ------- | ----------- |
| Permskie Medvedi | Rusia   | 2013 - 2016 |
| Motor Zaporiyia  | Ucrania | 2016 - 2020 |
| CSKA Moscú       | Rusia   | 2020 - act. |